# Bubullimë
Bubullimë is een plaats en voormalige gemeente in de stad (bashkia) Lushnjë in de prefectuur Fier in Albanië. Sinds de gemeentelijke herindeling van 2015 doet Bubullimë dienst als deelgemeente en is het een bestuurseenheid zonder verdere bestuurlijke bevoegdheden. De plaats telde bij de census van 2011 5548 inwoners.